# Yasemen Saylar
Yasemen Saylar, née le 7 septembre 1990 à Istanbul, est une joueuse turque de basket-ball.

## Carrière
Yasemen Saylar évolue au Galatasaray SK de 2006 à 2014, remportant notamment l'EuroCoupe féminine de basket-ball 2008-2009 et l'Euroligue féminine de basket-ball 2013-2014.
Elle évolue aussi en équipe de Turquie de basket-ball féminin, participant au Championnat d'Europe de basket-ball féminin 2009 (9e) et terminant finaliste du Championnat d'Europe de basket-ball féminin 2011.